# Slag bij Kallo
De Slag bij Kallo (13 juni - 21 juni 1638) was het gevolg van een poging van het Staatse leger om Antwerpen te heroveren. Prins Frederik Hendrik van Oranje zou vanuit Bergen op Zoom langs de Brabantse kant van de Schelde oprukken en zijn legeroverste graaf Willem van Nassau-Siegen (zoon van Frederik Hendriks volle neef Johan VII van Nassau-Siegen) langs de Vlaamse kant. De bedoeling was Antwerpen te omsingelen en in bezit te nemen.

## Verslag van de gevechten
Willem van Nassau-Siegen vertrok op 13 juni 1638 door het land van Doel en moest vanaf het Fort Liefkenshoek door het verdronken land van Kallo-polder waden. Hij veroverde de schansen Haasop en Steenland en de forten van Kallo en Verrebroek. Op 16 juni trachtte Willem tevergeefs de Kallose dijk in handen te krijgen. Twee dagen later kon hij met behulp van zijn cavalerie de Beverse dijk innemen. De verliezen waren aan beide zijden hoog en Maurits Frederik van Nassau-Siegen, de 17-jarige en enige zoon van Willem van Nassau-Siegen sneuvelde. Een schilderij van Jan Verhas uit 1863 in het gemeentehuis van Kallo herinnert daaraan.
Kardinaal-infant Ferdinand van Oostenrijk, de landvoogd van de Zuidelijke Nederlanden, kwam op 19 juni in Antwerpen aan en trok van daaruit met een troepenmacht van 9000 man op naar Kallo. In de nacht van 19 op 20 juni werd de aanval ingezet op drie plaatsen die in het bezit waren van de Staatse troepen: fort Kallo, de Beverse dijk en fort Verrebroek. Bij de laatste stormloop de daaropvolgende nacht op 21 juni werden de verdedigende troepen verslagen. In grote wanorde trokken ze zich terug op fort Liefkenshoek. Zeker 3000 Staatsen sneuvelden en velen werden krijgsgevangen gemaakt. Slechts ongeveer 1500 man bereikten het fort en die werden snel naar Bergen op Zoom teruggeroepen. Het zuidelijke Spaanse leger maakte 3 standaarden, 50 vaandels, 26 stukken geschut en 48 vaartuigen buit.
Met de slag bij Kallo mislukte opnieuw een poging Antwerpen bij de Republiek te voegen. De overwinning van Ferdinand van Oostenrijk werd met veel luister in Antwerpen gevierd op 22 juni. Enkele maanden later had er een Ommegang plaats om de overwinning te vieren.

## Zegewagen van Kallo van Peter Paul Rubens
Peter Paul Rubens krijgt kort na de Slag, de opdracht van de stadsmagistraat om een praalwagen te ontwerpen voor de Ommegang van 1638. De wagen krijgt de naam Laurea Calloana, en is opgevat als een schip met mast, symbool van de Felicitas (Voorspoedige vaart), en is bevolkt met allerlei allegorische figuren:
- Providentia Augusta, de vorstelijke voorzienigheid met twee gezichten
- De stedenmaagden Audomarum (Sint-Omaars) en Antverpia (met elk een stadskroon op het hoofd)
- Victories, Fama's,
- een gehelmde Vertus (moed en standvastigheid)
- Fortuna (fortuin, herkenbaar aan het roer waarmee ze het lot bepaalt)

Op de wagen zitten ook drie krijgsgevangenen.
Het olieverfschilderij op paneel (105,5 x 72,6 x 0,5 cm) bevindt zich in het KMSKA en toont ons een boven- en een zijaanzicht van de Zegewagen.
Een kopie ervan bevindt zich in het Fitzwilliam Museum te Cambridge.
Een ets van het ontwerp werd Theodoor van Tulden gemaakt in Gaspard Gevartius' boek Pompa Introitus Ferdinandi uit 1641.
1567: Slag bij Oosterweel · 
1576: Spaanse Furie ·
1577: Inname van de Citadel van Antwerpen · 
1579: Slag bij Borgerhout ·
1583: Franse Furie · 
1584-85: Beleg door Farnese (Parma) · 
1585: Slag op de Kouwensteinsedijk · 
1605: Maurits I · 
1620: Maurits II · 
1623: Maurits III · 
1624: Maurits IV · 
1638: Slag bij Kallo · 
1646: Beleg door Frederik Hendrik · 
1832: Beleg door Gérard